# Mark Zuckerberg
Mark Elliot Zuckerberg (White Plains, New York, 14. svibnja 1984.) je američki računalni programer, vlasnik-direktor i glavni kreator najveće socijalno društvene internetske stranice Facebooka koja je osnovana kao privatno poduzeće 2004. godine.
Američki magazin Time uvrstio je Marka u najutjecajnije ljude u svijetu 2008. godine te je uvršten u kategoriju znanstvenici i mislioci i to na visoko 52. mjesto od 101.

## Facebook i slava
Zuckerberg, inače student Harvarda, sa svojim je cimerom Dustinom Moskovitzem 4. veljače 2003. u svojoj sobi na sveučilištu osmislio društvenu stranicu kojoj je namjena bila da se već međusobno stečeni prijatelji druže, dopisuju i razmjenjuju slike.
Ne znajući kako će im Facebook jednoga dana donijeti slavu i bogatstvo lansirali su ga na internet i u samo par dana stranica je brojila preko 50.000 ljudi.
Mark je kasnije kazao kako mu je ideja došla nakon što je uređivao dnevnike i uvrštavao slike u njih a zvali su se Facebook. Kada je stekao slavu i obogatio se preselio se u Palo Alto u Kaliforniju.
2006. uvrstio je u Facebook aplikaciju News Feed u kojima su osobe mogle vidjeti što im prijatelji u svakom trenutku rade što je izazvalo velike kritike na Zuckebergov račun.
Do danas Facebook ima više od 2 milijarde (2.000.000.000) aktivnih korisnika iz svih zemalja svijeta. 
Zuckeberg je došao na Forbesovu listu najbogatijih Amerikanaca smjestivši se na 321. mjesto i time je postao najmlađom osobom ikada koja je dospjela među prvih 400 na Forbesovoj listi.

## Akvizicije

### Microsoft
Godine 2004. Facebook Inc. je prodao 1,6% dionica računalnoj tvrtci Microsoft za nevjerojatnih 240 milijuna dolara, a pritom odbili ponudu Googlea. Prema analizama stručnjaka vjeruje se da Facebook vrijedi oko 33 milijardi dolara.

### Instagram
Dana 12. travnja 2012. Facebook je kupio Instagram za cijenu od milijardu američkih dolara.

### WhatsApp
Dana 19. veljače 2014. Facebook kupuje mobilnu aplikaciju WhatsApp za razmjenu poruka, fotografija i videozapisa putem mobilnog interneta pametnim telefonima za 19 milijardi američkih dolara.

## Vanjske poveznice
- Facebook na Rollingstonu.com  Arhivirana inačica izvorne stranice od 23. rujna 2009. (Wayback Machine)
- Mark Zuckerberg je veliki potencijal  Arhivirana inačica izvorne stranice od 21. srpnja 2009. (Wayback Machine)
- Mark Zuckerberg - Forbes